# Campogalliano
Campogalliano ist eine italienische Gemeinde (comune) mit 8538 Einwohnern (Stand 31. Dezember 2023) in der Provinz Modena in der Emilia-Romagna. Die Gemeinde liegt etwa neun Kilometer nordwestlich von Modena und etwa 16 Kilometer östlich von Reggio nell’Emilia. Die Gemeinde gehörte zur Uninone della Terre d'Argine und grenzt unmittelbar an die Provinz Reggio Emilia.

## Geschichte
Die frühe Besiedlung durch Kelten bzw. Gallier (lat. für den Landstrich nördlich des Rubikon: Gallia cisalpina) verlieh dem heutigen Ort und der Gemeinde ihren Namen als Feld der Gallier.
Im 16. Jahrhundert gewann der Ort erstmals an Bedeutung, als das Schloss errichtet wurde.

## Wirtschaft und Verkehr

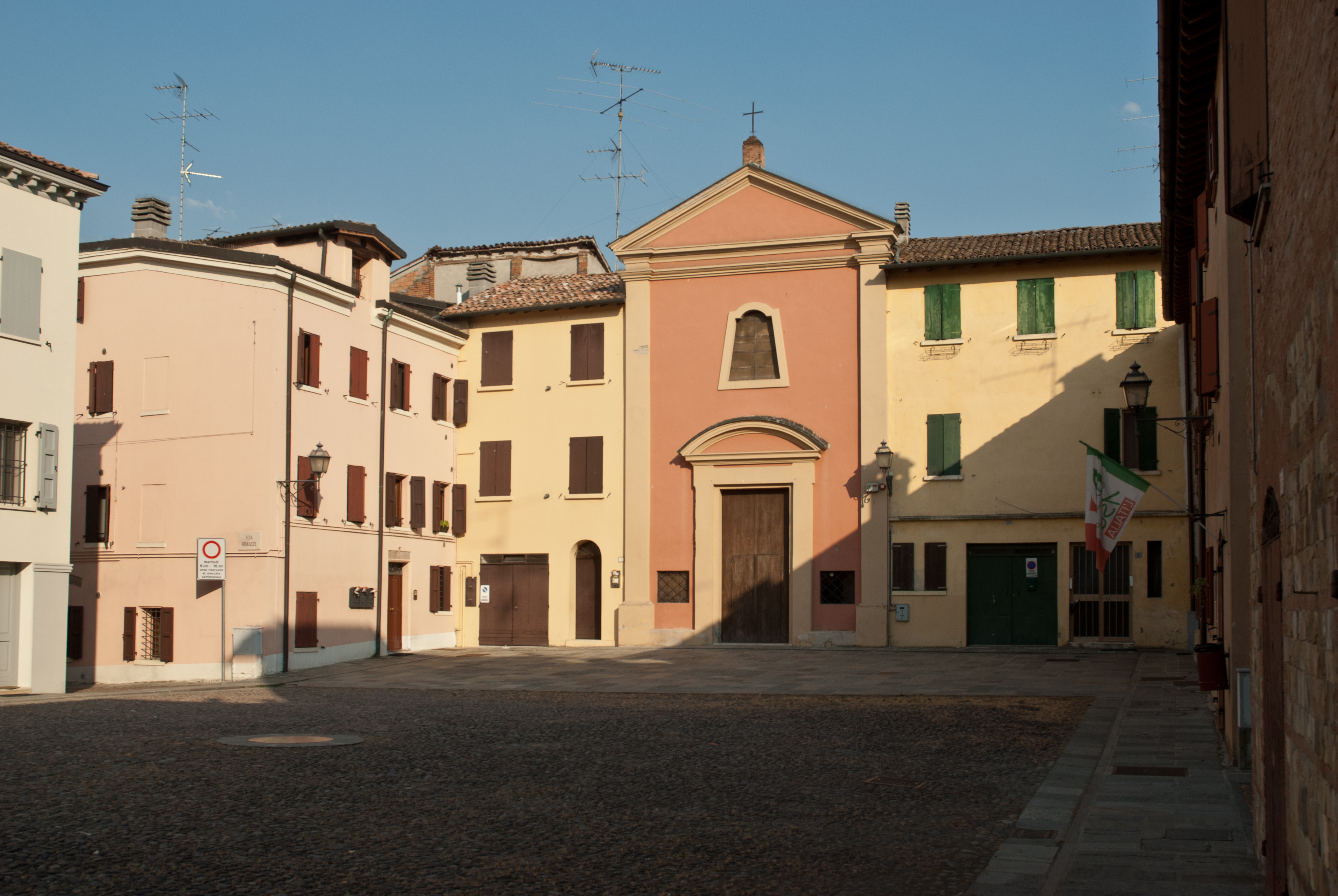
Piazza Castello

Campogalliano liegt im Dreieck zwischen der Autostrada A1 (Mailand-Bologna-Rom-Neapel) und der Autostrada A22 (Modena-Verona-Bozen; Brennerautobahn).
Die Firma Bugatti Automobili hatte hier einen Produktionsstandort.

## Persönlichkeiten
- Alberto Braglia (1883–1954), Olympiasieger im Turnen (1908, 1912)

## Trivia
In Campogalliano befindet sich das einzigartige Museum für Waagen.